# Pere Sisterna i Torrent
Pere Sisterna i Torrent, també conegut com a Elm Miquel', (Llagostera, 21 de març de 1878 - Tarragona, 26 d'agost de 1936), va ser un religiós lassalia català. Fou proclamat màrtir i venerable per l'Església catòlica a la Beatificació de Tarragona.

## Biografia
Va ingressar a l'Institut de Sant Joan Baptista de la Salle el 1906. Va viure al carrer Bonanova de Barcelona (1908), a l'escola de Benicarló (1908-1910), a Sant Feliu de Guíxols (1910-1922 i 1924-1927), a l'Escola del Sagrat Cor (1922-1924 i 1927-1928) i l'Escola de Sant Josep SAFA (1928-1936) de Cambrils. Va ser cuiner d'aquests col·legis.
Fou afusellat el 26 d'agost de 1936, després de romandre alguns dies al vaixell presó Río Segre, d'on va ser tret el dia abans. Morí prop de la Campsa de Tarragona, en companyia de dos germans lassalians més.